# Hamburger SV (Eishockey)
Die Eishockeyabteilung des Hamburger SV wurde 1968 gegründet. Die erste Männermannschaft nimmt am Spielbetrieb der viertklassigen Regionalliga Nord teil, während die zweite Mannschaft in der fünftklassigen Verbandsliga Nord antritt und die dritte Mannschaft der sechstklassigen Landesliga Nord angehört. Die Frauenmannschaft bildet mit dem EHC Timmendorfer Strand 06 die Spielgemeinschaft SG HSV/Timmendorf, die in der drittklassigen 1. Frauenliga Nord spielt. Ihre Heimspiele tragen die Mannschaften im 1.500 Zuschauer fassenden Eisstadion Stellingen aus. Die Vereinsfarben sind blau, weiß und schwarz.

## Geschichte
1968 gründete sich eine eigenständige Eishockeyabteilung innerhalb des Hamburger SV. Zu dieser Zeit wurde Eishockey im Hamburger Freizeitpark „Planten und Blomen“ gespielt, wobei die Spieler Eintritt für den Park bezahlen und die Bande selbst errichten mussten. Der HSV übernahm den Regionalligaplatz des Hamburger SC und konnte bereits im ersten Jahr in die Oberliga aufsteigen. Dort konnte die Klasse allerdings nicht gehalten werden und der Hamburger SV stieg nach nur einem Jahr in der zweiten Liga wieder in die Regionalliga ab. 
Mit der Einführung der neuen 2. Bundesliga wurde der Verein 1973 in die nun drittklassige Oberliga eingestuft, in welcher sich der HSV in der Folgezeit etablierte. 1980 gelang der Mannschaft erstmals der sportliche Aufstieg in die 2. Bundesliga, jedoch wurde wegen finanzieller Probleme auf den Aufstieg verzichtet. Zur Saison 1981/82 rückte der HSV schließlich in die aufgestockte 2. Bundesliga nach. Im Sommer 1983 wollte der Verein sich in die Oberliga zurückstufen lassen, das Gesuch wurde jedoch vom DEB abgelehnt, da sich der HSV sportlich qualifiziert und seine Meldung abgegeben habe. Nach der Spielzeit 1984/85 zog der HSV seine Mannschaft in die Regionalliga zurück, dafür hätte der SC Condor Hamburg in die Oberliga nachrücken können, wogegen der Hamburger SV allerdings erfolgreich Einspruch einlegte.
1987 gelang dem HSV der erneute Aufstieg in die 2. Bundesliga. Jedoch wurde die Mannschaft 1987/88 nach der Vorrunde zurückgezogen und nahm im folgenden Jahr als SV Hamburg den Spielbetrieb in der untersten Spielklasse wieder auf. Nach dem Aufstieg in die Regionalliga nahm der SVH schließlich wieder den alten Namen Hamburger SV an. 1990 konnte der Verein wieder in die Oberliga aufrücken, jedoch wurde die Mannschaft vor der Saison 1992/93 erneut in die Landesliga zurückgezogen und stieg dort direkt wieder in die Regionalliga auf. Mit der Einführung der Deutschen Eishockey Liga 1994 und der damit verbundenen Ligen-Neueinteilung konnte der HSV in die 2. Liga Nord nachrücken, jedoch wurde die Mannschaft 1996 erneut in den Spielbetrieb der Landesverbände zurückgezogen.
2007/08 stieg der HSV wieder in die Regionalliga Nord auf. Im Rahmen einer Ligenreform wurde diese zur drittklassigen Oberliga Nord. Auch nach der Zusammenlegung der Staffeln Nord, Ost und West zur Saison 2015/16 nahm man an der Oberliga teil, stieg aber nach einer Saison ab. Seitdem spielt man in der Regionalliga Nord.

## Mannschaften
Aktuell nimmt die erste Mannschaft am Spielbetrieb der viertklassigen Regionalliga Nord teil und die zweite Mannschaft spielt in der fünftklassigen Verbandsliga Nord. Die dritte Mannschaft spielt unter dem Zusatznamen Oldtimers in der sechstklassigen Landesliga Nord. Die Frauenmannschaft, welche 2003 vom Altonaer SV in den HSV übersiedelte, spielt als Teil der SG HSV/Timmendorf in der drittklassigen 1. Frauenliga Nord.

## Spielstätte
Die Männer- und Frauenteams bestreiten ihre Heimspiele im Eisstadion Stellingen, welches heute eine Zuschauerkapazität von 1.500 Plätzen besitzt. Nachdem der HSV bis 1969 seine Spiele auf einer Eisbahn in „Planten un Blomen“ ausgetragen hatte, wurde 1969 mit dem Bau eines Eishockeyfeldes innerhalb des 1966 errichteten Stellinger Radstadions begonnen, welcher schließlich 1970 abgeschlossen wurde. 1979 zogen die Mannschaften in die größere Eissporthalle Farmsen um, kehrten allerdings nach der Überdachung des Eisstadion Stellingens 1994 in die alte Spielstätte zurück.